# Lindved
Lindved is een plaats in de Deense regio Midden-Jutland, gemeente Hedensted, en telt 1289 inwoners (2008).